# Cadurciella inuseta
Cadurciella inuseta är en tvåvingeart som först beskrevs av Charles Howard Curran 1933.  Cadurciella inuseta ingår i släktet Cadurciella och familjen parasitflugor. Inga underarter finns listade i Catalogue of Life.